# تهلنبرگ
تهلنبرگ (به آلمانی: Thelenberg) یک منطقهٔ مسکونی در آلمان است که در آسباخ (وشتروالد) واقع شده‌است. تهلنبرگ ۲۶۰ متر بالاتر از سطح دریا واقع شده‌است.